# Аль-Мансур Абд аль-Азиз
Аль-Малик аль-Мансур Изз ад-Дин Абд аль-Азиз ибн Баркук (араб. المنصور عبد العزيز بن برقوق‎; ум. после 1405) — мамлюкский султан Египта из династии Бурджитов (1405—1405), сын султана аз-Захира Баркука, младший брат ан-Насира Фараджа. В 1405 году совершил переворот и свергнул с трона своего брата Фараджа, но через 70 дней Фарадж вернул себе трон.

## Биография
В 1400 году войска Тамерлана вторглись в Сирию. В начале следующего года они вновь вторглись в Сирию, разграбили и сожгли, но не закрепил своё господство. После этого Сирия была оккупирована на мамлюками.
Шейх аль-Махмуди был назначен эмиром Дамаска, в союзе с эмиром Яшбаком. Оба серьезно угрожали султану ан-Насиру Фараджу в Сирии, но были окончательно разбиты.
В 1405 году ан-Насира Фарадж сбежал и его заменил его брат Абду-ль-Азиз, который взял имя аль-Мансур (Победоносный). Шейх аль-Махмуди занял высокий пост в султанате. Правление Абду-ль-Азиза продлилось менее семьдесяти дней, а Ан-Насир Фарадж вновь занимает свой трон.